# موچنی
موچنی (به مجاری:  Mőcsény) یک شهرداری در مجارستان است که در ناحیه بونیهاد واقع شده‌است. موچنی ۱۲٫۱ کیلومتر مربع مساحت و ۳۴۷ نفر جمعیت دارد.